# IC 210
IC 210 ist eine Balken-Spiralgalaxie vom Hubble-Typ SBbc im Sternbild Walfisch am Südsternhimmel. Sie ist schätzungsweise 87 Millionen Lichtjahre von der Milchstraße entfernt.
Das Objekt wurde am 23. Oktober 1867 vom US-amerikanischen Astronomen Aaron Nichols Skinner entdeckt.